# 嘉实多
嘉实多（英語：Castrol），创立于英国，现在是英國石油公司（BP）旗下的子公司。韋克菲爾德石油公司是由查爾斯·韋克菲爾德乾杯於1899年創立。該品牌名稱「嘉實多」源於公司科研人員加入蓖麻油（Castor oil）到其潤滑劑的配方中而得名。1966年嘉實多由蘇格蘭公司伯馬石油後來改名伯馬–嘉實多收購。伯馬–嘉實多是由總部設在倫敦的英國石油公司（BP）在2000年收購。目前嘉实多拥有100000多名员工，在60多个国家开展业务。其在被BP收购前，是世界上最大的独立润滑油制造商。

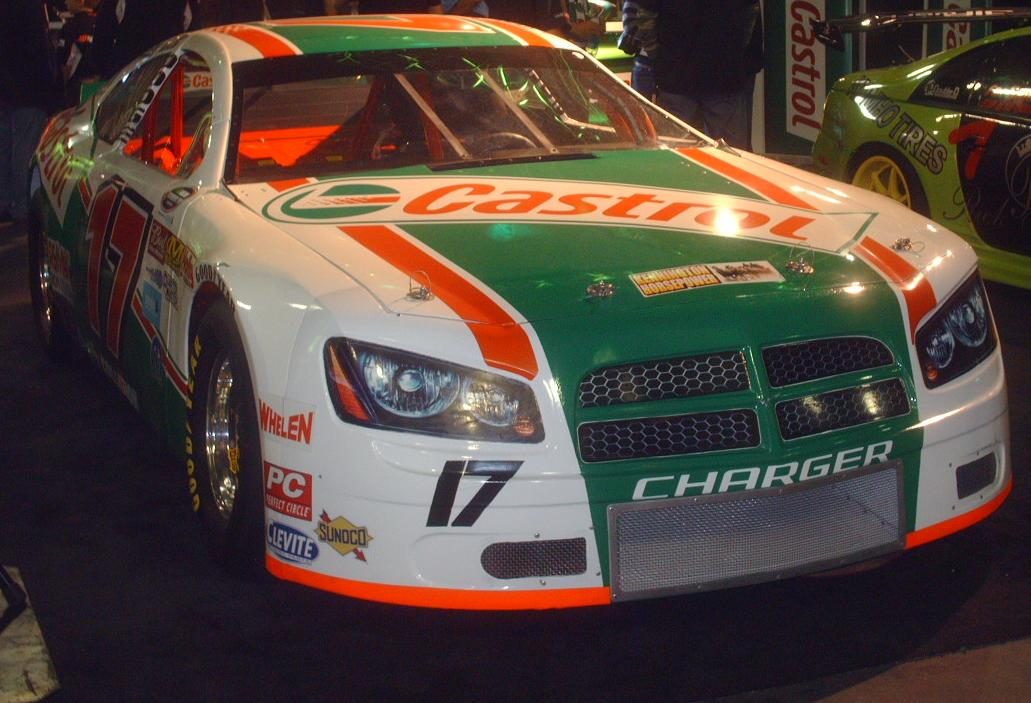
嘉實多贊助的納斯卡加拿大輪胎賽車系列